# Frankfurt Universe

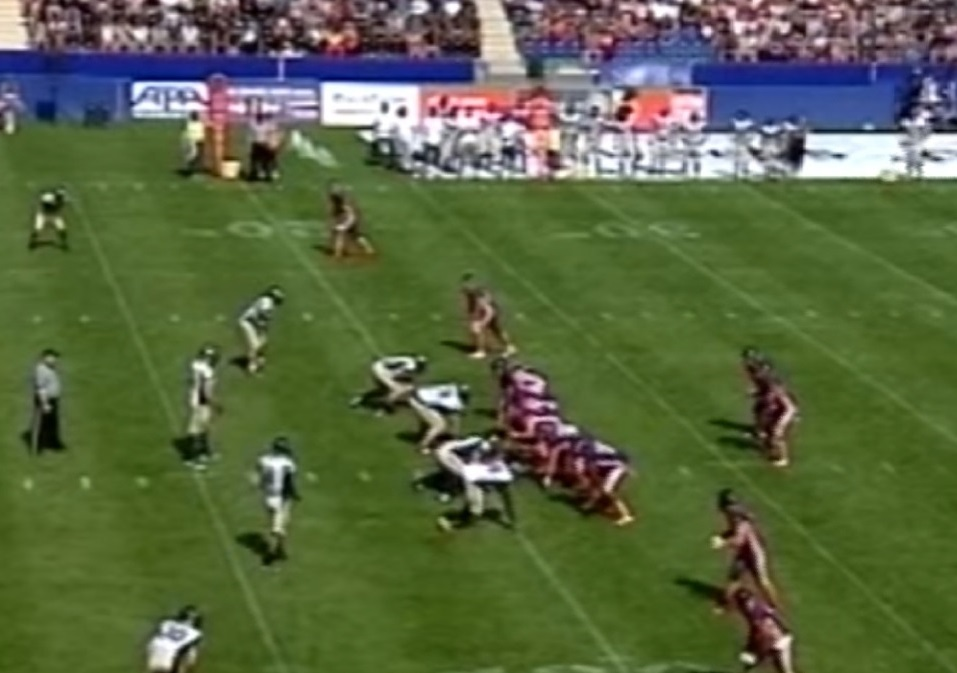
Frankfurt Universe vs. Nürnberg Rams 2015

Frankfurt Universe (español: Universo de Fráncfort) es un equipo de fútbol americano de Fráncfort del Meno, Hesse (Alemania).

## Historia
El equipo fue fundado en 2007 y comenzó a competir en la Landesliga Hessen (5.ª división). En 2015 ascendieron a la GFL, siendo incluidos en la conferencia Sur. Frankfurt Universe es el sucesor del Frankfurt Galaxy.

## Palmarés
- European Football League EFL Bowl: 1 campeonato (2016).
- Segunda Liga de Alemania Conferencia Sur: 1 campeonato (2015).